# Heinrich Gerlach (Buchdrucker)

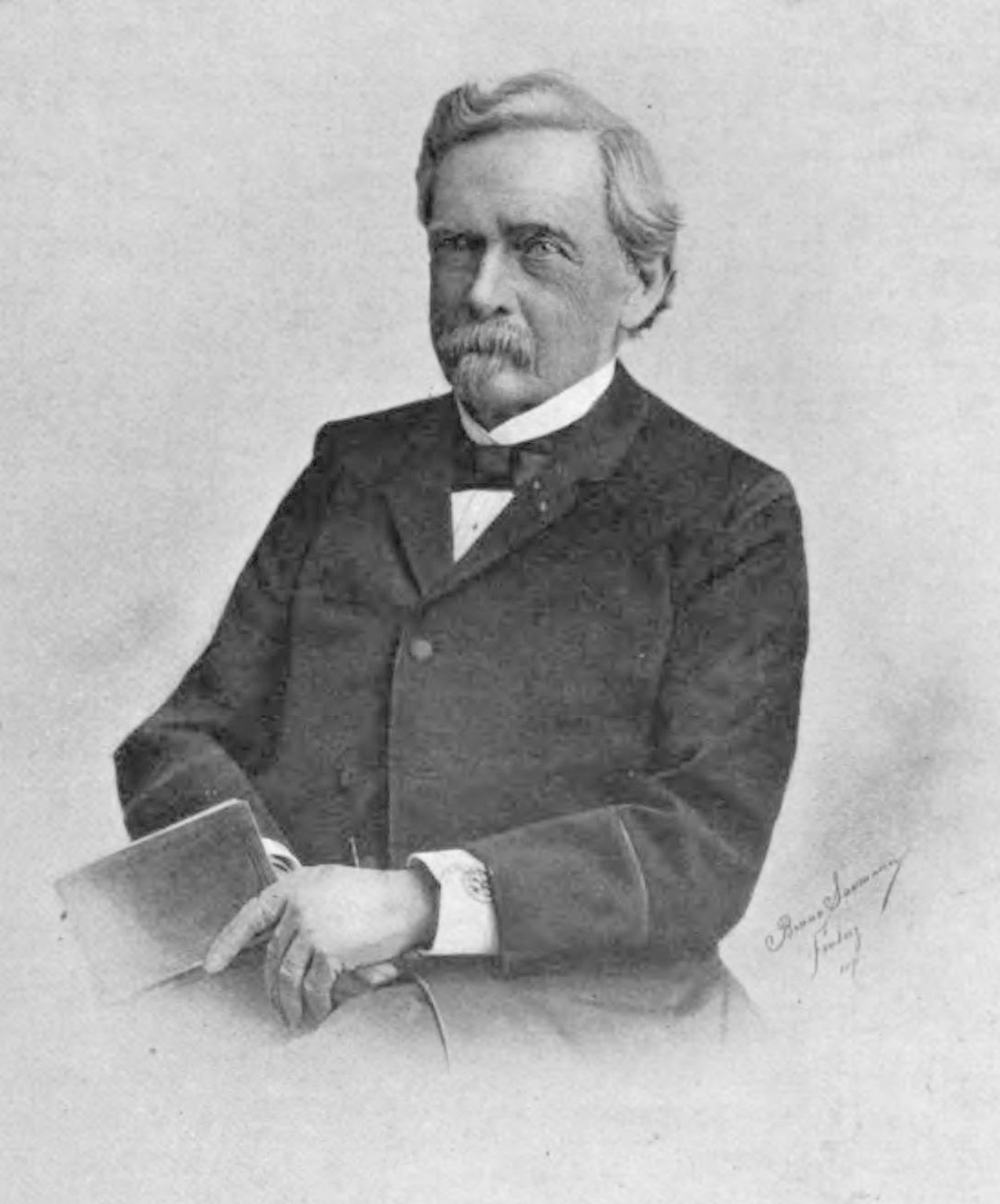
Bildnis von Heinrich Constantin Gerlach (1828–1899)

Heinrich Constantin Gerlach (* 28. März 1828 in Freiberg; † 28. Februar 1899 ebenda) war ein deutscher Buchdrucker, Historiker und Stadtrat.

## Leben und Werk
Gerlach entstammt einer über mehrere Generationen wirkenden Buchdrucker- und Buchhandelsfamilie. Diese wurde von seinem Großvater Johann Christoph Friedrich Gerlach (1756–1820) begründet, als er 1791 durch Heirat die Barthelsche Buchdruckerei übernahm. 1801 erwarb er noch die Crazische Buchhandlung, die ab 1802 als Buchhandlung Craz & Gerlach firmierte. Nach seinem Tod wurden die Geschäfte von Heinrichs Vater Friedrich Constantin Gerlach (1793–1847) weitergeführt, der sie modernisierte und ausbaute.
Gerade einmal 15-jährig nahm Heinrich 1843 im väterlichen Geschäft eine Buchdruckerlehre auf, die er ab 1845 bei Oskar Leiner in Leipzig weiterführte und Ostern 1847 abschloss. Am 9. Juni 1847 begab er sich, wie damals üblich, auf Wanderschaft. Diese führte ihn in kaum sechs Monaten durch Deutschland, Österreich, Italien und die Schweiz. In Luzern erreichte ihn die Nachricht vom Tod seines Vaters. Er brach seine Wanderschaft ab und besorgte zusammen mit seinem Schwager Eduard Stettner die Geschäfte. Da Heinrich zur Volljährigkeit wenige Monate fehlten konnte er das Aushängeschild, die Zeitung Freiberger gemeinnützigen Nachrichten, nicht weiterführen, zumal diese als Privileg personengebunden und mittlerweile an einen anderen Bewerber vergeben war. Mit dem Freiberger Stadt-, Land- und Berg-Kalender und den Freiberger Nachrichten gab er allerdings später ähnliches heraus. Am 1. November 1850 übernahm er auch offiziell die Gerlach'sche Buchdruckerei, die, 1550 von Wolfgang Meyerpeck gegründet, mit ihrer 300-jährigen Geschichte die älteste in Sachsen war. Anm. 1 Seinem Schwager Eduard Stettner überließ er den anderen Teil des väterlichen Erbes, die Buchhandlung Craz & Gerlach.
Im Lauf der Jahre entwickelte er sich zu einem angesehenen Mitglied der Freiberger Bürgerschaft. Am 12. Januar 1849 wurde er feierlich in den Bürgerstand erhoben. Wenige Monate später beteiligte er sich als Bürgergardist am Dresdner Maiaufstand. Die Aufnahme in das Stadtverordnetenkollegium erfolgte im Dezember 1858 und in das Ratskollegium am 4. Mai 1869. Hier setzte er sich v. a. für die Gründung eines Realgymnasiums, die Erhaltung der Stadtmauer und die Freihaltung der Promenaden von Bebauung ein. Nachdem er Ende 1874 aus dem Stadtrat ausgeschieden war, wurde ihm der Ehrentitel „Stadtrat auf Lebenszeit“ verliehen.
Umfangreiche Aktivitäten entfaltete er außerhalb seiner beruflichen Tätigkeit. Dem Gewerbeverein trat er bereits am 26. März 1850 bei und leitete diesen viele Jahre. Am 14. März 1860 gründete er mit 151 Interessierten den Freiberger Altertumsverein, dessen Vorsitzender er fast 39 Jahre blieb. Mit dem Naturwissenschaftlichen Verein (8. Dezember 1863) und dem Freiberger Kunstverein (19. Mai 1885) gründete er zwei weitere bedeutende Vereine. Mitglied war er auch im Freiberger Turnverein und Ehrenmitglied im Sächsischen Altertumsverein. In den Gesamtkirchenvorstand von Freiberg wurde Gerlach am 23. August 1868 gewählt. 1881 wurde er Meister vom Stuhl der Freimaurerloge „Zu den drei Bergen in Freiberg im Orient“, der er 1856 beigetreten war und wo bereits sein Vater als Bibliothekar aktiv war. 1893 war Heinrich Gerlach schließlich Mitglied in 12 wissenschaftlichen und 18 weiteren Vereinen.
Ergebnis dieser Aktivitäten sind die Eröffnung des Altertumsmuseums am 17. März 1861. Die Sammlung konnte bereits 1866 in das damalige Kaufhaus am Freiberger Dom umziehen. Am 28. August 1864 öffnete dann das Naturkundemuseum Freiberg, das 2009 geschlossen wurde und zuletzt im Logenhaus in der Waisenhausgasse 10 untergebracht war. Beide Sammlungen unterstützte er umfangreich mit finanziellen Mitteln und zahlreichen Exponaten, die er und seine Vereinsmitglieder in der Umgebung von Freiberg erkundeten. Der Altertumssammlung schenkte er eine umfangreiche, von seinem Großvater begonnene Bibliothek, die auch zahlreichen alte Urkunden und Bilder enthielt.
Bemerkenswert ist auch sein Werk als Autor heimatkundlicher Schriften. Diese veröffentlichte er überwiegend in den Mitteilungen des Freiberger Altertumsvereins, dessen Herausgeber er zwischen 1862 und 1897 war. Diese Arbeiten trugen ihm den Beinamen „Möller des 19. Jahrhunderts“ ein.

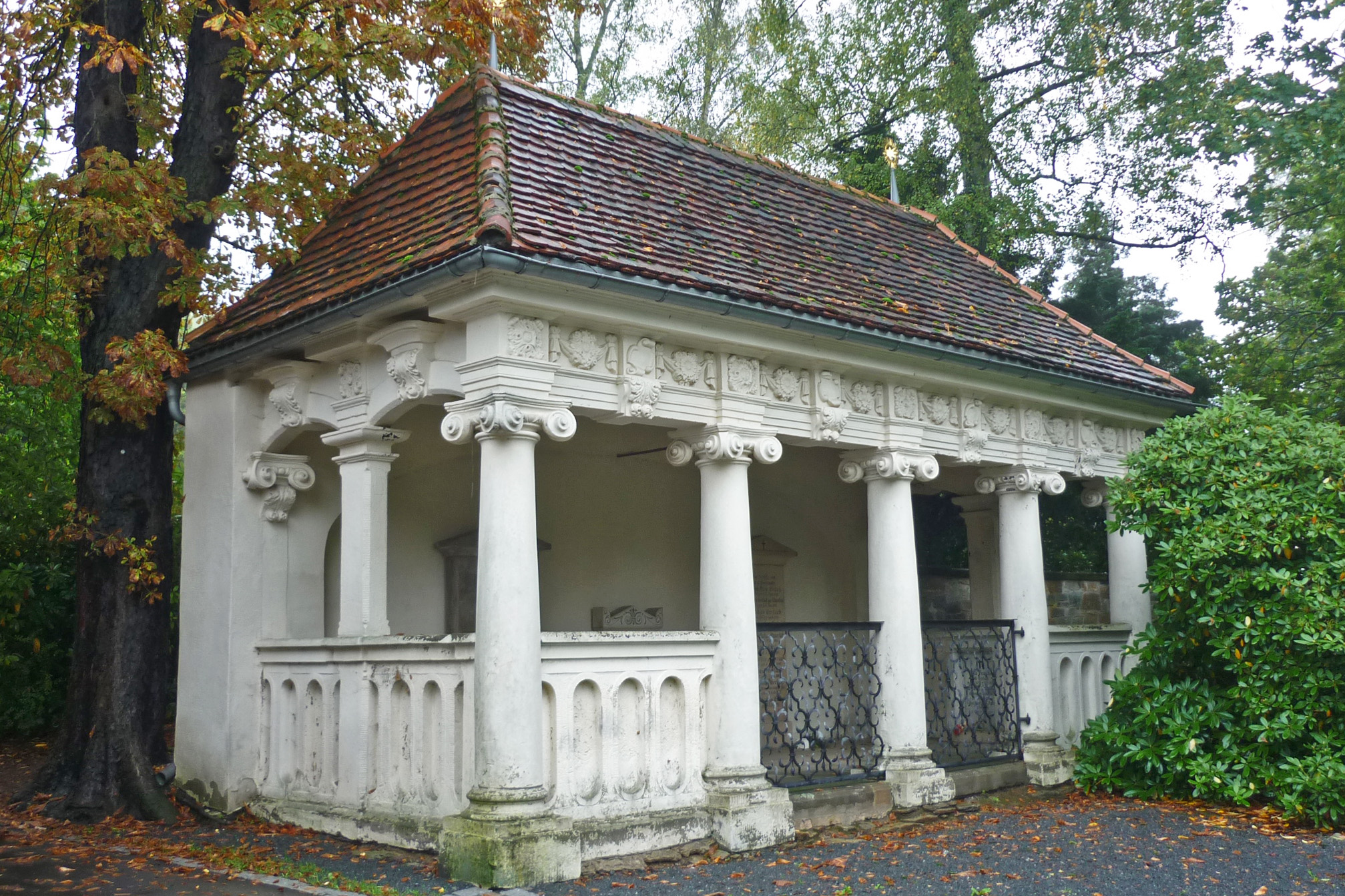
Gruft der Familie Gerlach auf dem Donatsfriedhof

Heinrich Constantin Gerlach war mit Marie Auguste Guidow verheiratet. Ihrer Ehe entstammen zwei Kinder. Die Tochter Lina Marie Amalie Gerlach war mit Georg Franke, Professor für Bergbaukunde an der damaligen Bergakademie Berlin, verheiratet. Sein Sohn Guido Heinrich Gerlach (1860–1880) starb gerade mal 20-jährig. Heinrich Gerlach starb am 28. Februar 1899 nach längerer Krankheit und wurde am 3. März auf dem Freiberger Donatsfriedhof in der Familiengruft beigesetzt.

## Ehrungen
- „Für die Förderung der Geschichtsschreibung“ wurde ihm am 20. Juni 1894 die Ehrenbürgerwürde der Stadt Freiberg verliehen.
- Das Ritterkreuz II. Klasse des Albrechtsordens erhielt er 1890.
- Im Freiberger Stadtteil Neufriedeburg wurde 1994 die neu erbaute Heinrich-Gerlach-Straße nach ihm benannt.[7]

## Schriften (Auswahl)
- Kleine Chronik von Freiberg als Führer durch Sachsens Berghauptstadt und Beitrag zur Heimatkunde. Freiberg: Gerlach, 1876 (1. Aufl., Digitalisat), 1898 (2. Aufl., Digitalisat)
- als Herausgeber: Mitteilungen des Freiberger Altertumsvereins Heft 1.1862–34.1897 (Digitalisat).